# 선샤인 스타스 FC
선샤인 스타스 FC(Sunshine Stars F.C.)는 나이지리아에 있는 아쿠레를 연고로 하는 축구 클럽이다. 이 팀은 1995년에 창단되었으며, 현재 나이지리아 프리미어리그에 출전하고 있다.

## 선수 명단

### 현역
참고: FIFA 자격 규정에 따라 소속된 국가대표팀 국기를 표시합니다. 선수는 복수의 FIFA 비회원국 국적을 가지고 있을 수 있습니다.
| 번호 | 포지션 | 국적 | 이름 |
| ---- | ------ | ---- | ---- |

| 번호 | 포지션 | 국적   | 이름          |
| ---- | ------ | ------ | ------------- |
| 32   | DF     | 우간다 | 모세스 오코스 |